# Chrysolina turca
Chrysolina turca é uma espécie de crisomelídeo da tribo Chrysomelini, com distribuição na Bulgária e Turquia.